# Língua biloxi
Biloxi é uma língua extinta da família Sioux, outrora falada pela tribo Biloxi que ainda habita em regiões do Luisiana, Mississippi e sudeste do Texas.

## Classificação
Biloxi é classificada como um língua Sioux Oriental do vale do Ohio. É relacionada com as línguas Ofo e Tutelo.

## Escrita
Para a língua biloxi foi criada uma forma própria do alfabeto latino com as cinco vogais tradicionais, mais A, O, I com diacríticos indicando nasalização. Entre as consoantes não se usam as letras G, J, L, Q, R, V, X, Z.